# 鉄鋼通り
鉄鋼通り（てっこうどおり）は千葉県浦安市にある町名。現行行政地名は鉄鋼通り一丁目から鉄鋼通り三丁目。郵便番号は279-0025。

## 概要
第1期海面埋立事業によって作られた中町地区に位置する。ほぼ全域が鉄資材を扱う加工工場と倉庫で占められており、一般住居は存在しない。隣接する第2期海面埋立地の港地区も含めて巨大な「浦安鉄鋼団地」を形成し、全部で219社、約270の倉庫・工場がある関東随一の工業団地となっている。
鉄鋼関連施設以外では、この地区の労働者向けのコンビニエンスストアや食堂、トラックメーカーのサービス拠点のほか、東京ディズニーリゾートの宿泊客を見込んだ宿泊施設「ホテルマイステイズ舞浜」がある。
地区内は計画的に整備され、大型トラックが出入りする関係で総じて道幅が広い。また、水際には海運での積み出しが可能な倉庫が並んでいる。また、JR京葉線新浦安駅と舞浜駅の中間に位置する為、鉄鋼通りからは東京ベイシティバスのいくつかの路線がこれらの駅と往来する。
東は港、西は弁天・舞浜、南は千鳥、北は今川・富岡と接している。

## 沿革
- 1968年（昭和43年）6月24日　第1期海面埋立事業により、東葛飾郡浦安町鉄鋼通りを新設。
- 1981年（昭和56年）4月1日　市制施行により、浦安市鉄鋼通りとなる。
- 1983年（昭和58年）10月1日　住居表示施行により、浦安市鉄鋼通り一丁目～三丁目となる。

## 地名の由来
鉄鋼材販売業者によって造成された「鉄鋼団地」があることから。

## 町名の変遷
「鉄鋼通り」新設時
| 実施後   | 実施年月日      | 実施前（各町名ともその一部） |
| -------- | --------------- | ---------------------------- |
| 鉄鋼通り | 昭和43年6月24日 | （地名なし）                 |

住居表示施行時
| 実施後         | 実施年月日      | 実施前（各町名ともその一部） |
| -------------- | --------------- | ---------------------------- |
| 鉄鋼通り一丁目 | 昭和58年10月1日 | 鉄鋼通り                     |
| 鉄鋼通り二丁目 | 昭和58年10月1日 | 鉄鋼通り                     |
| 鉄鋼通り三丁目 | 昭和58年10月1日 | 鉄鋼通り                     |

## 世帯数と人口
2017年（平成29年）10月31日現在の世帯数と人口は以下の通りである。
| 丁目                   | 世帯数 | 人口 |
| ---------------------- | ------ | ---- |
| 鉄鋼通り一丁目         | 14世帯 | 20人 |
| 鉄鋼通り二丁目・三丁目 | 12世帯 | 12人 |
| 計                     | 26世帯 | 32人 |

## 小・中学校の学区
市立小・中学校に通う場合、学区は以下の通りとなる。
| 丁目           | 番地 | 小学校               | 中学校               |
| -------------- | ---- | -------------------- | -------------------- |
| 鉄鋼通り一丁目 | 全域 | 浦安市立見明川小学校 | 浦安市立見明川中学校 |
| 鉄鋼通り二丁目 | 全域 | 浦安市立見明川小学校 | 浦安市立見明川中学校 |
| 鉄鋼通り三丁目 | 全域 | 浦安市立見明川小学校 | 浦安市立見明川中学校 |

## 施設
- 浦安鉄鋼団地（219社、約270の倉庫・工場がある）